# 堀田正恒

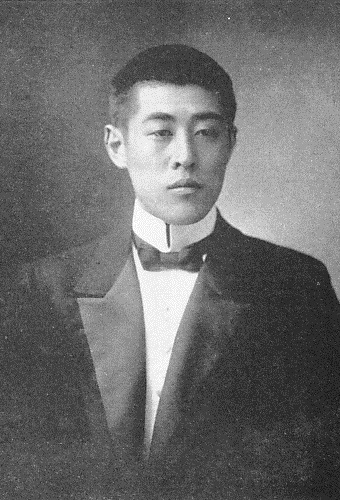
堀田正恒

堀田 正恒（ほった まさつね、1887年（明治20年）10月21日 - 1951年（昭和26年）3月16日）は、大正から昭和前期の政治家、華族。旧佐倉藩堀田家第11代当主。貴族院伯爵議員。位階・勲等・爵位は正三位勲二等伯爵。旧姓名は鍋島 直言。

## 経歴
東京府出身。子爵鍋島直柔の次男として生まれ、伯爵堀田正倫の婿養子となる。養父・正倫の死去に伴い、1911年（明治44年）1月31日、家督を相続し伯爵を襲爵した。旧制府立第一中学校などを経て、1915年（大正4年）東京帝国大学法科大学政治学科を卒業し、さらに同大学院を修了。
1918年（大正7年）7月10月、貴族院伯爵議員に選出され、研究会に属して1946年（昭和21年）4月30日まで在任した。その後、公職追放となった。
また、海軍省参事官、犬養内閣・齋藤内閣・岡田内閣の海軍政務次官、大日本農会会頭、帝国農会特別議員、夕張鉄道取締役などを務めた。

## 栄典
- 1910年（明治43年）5月23日 - 木杯一組[10]
- 1912年（明治45年／大正元年）
  - 5月9日 - 木杯一組[11]
  - 8月1日 - 韓国併合記念章[12]
  - 8月22日 - 木杯一組[13]
- 1913年（大正2年）
  - 3月28日 - 木杯一組[14]
  - 6月18日 - 銀杯一組[15]
- 1914年（大正3年）5月11日 - 正五位[16]
- 1915年（大正4年）
  - 2月24日 - 木杯一組[17]
  - 3月15日 - 木杯一組[18]
  - 10月19日 - 木杯一組[19]
- 1919年（大正8年）5月20日 - 従四位[20]
- 1920年（大正9年）
  - 1月28日 - 銀杯一個[21]
  - 11月1日 - 銀杯一組[22]
- 1921年（大正10年）7月1日 - 第一回国勢調査記念章[23]
- 1925年（大正14年）6月1日 - 正四位[24]
- 1928年（昭和3年）11月10日 - 金杯一個[25]
- 1929年（昭和4年）10月23日 - 紺綬褒章[26]
- 1931年（昭和6年）10月16日 - 勲四等瑞宝章[27]
- 1932年（昭和7年）6月15日 - 従三位[28]
- 1933年（昭和8年）5月10日 - 勲三等瑞宝章[29]
- 1940年（昭和15年）
  - 7月1日 - 正三位[30]
  - 8月15日 - 紀元二千六百年祝典記念章[31]

外国勲章佩用允許
- 1929年（昭和4年）6月28日 - スペイン王国：メリトシヴィル勲章（英語版）コンマンドール[32]
- 1934年（昭和9年）3月1日 - 満洲帝国：建国功労章[33]
- 1935年（昭和10年）9月21日 - 満洲帝国：満洲帝国皇帝訪日紀念章[34]
- 1941年（昭和16年）12月9日 - 満洲帝国：建国神廟創建紀念章[35]

## 親族
- 祖父：鍋島直正（肥前国佐賀藩第10代藩主）
- 父：鍋島直柔（蓮池藩鍋島家第10代当主） ‐ 子爵
- 養父：堀田正倫（下総国佐倉藩第6代藩主） ‐ 伯爵
- 伯父：鍋島直大（肥前国佐賀藩第11代藩主） ‐ 侯爵
- 実兄・子爵鍋島直和
- 実弟・伯爵葉室直躬
- 妻：堀田和子（堀田正倫次女）[1][36]
  - 長女：妙子
  - 長男：堀田正久（堀田家第12代当主、第3代佐倉市長）[1] - 住友電気工業を経て、1959年に佐倉市長に当選、1975年まで4期に亘って務め、佐倉市の開発に貢献し、佐倉市名誉市民を贈られた[37]。
    - 孫：堀田正典（堀田家第13代当主、日本航空勤務）
    - 孫：堀田正篤

  - 次男：坂田正之（サカタのタネ社長） - 1916年生まれ。坂田武雄の養子となり、東京帝国大学法学部卒業後、日本興業銀行を経て、1949年に坂田種苗入社、専務として会社の近代化に寄与し、1976年より社長[38][39]。妻の幸子は明治ゴム化成社長・松村英一の妹。
  - 三男：堀田正己
- 妻：堀田秀子（伯爵伊達邦宗三女）
  - 四男：堀田正昭（米国パーキンエルマー勤務） - 岳父は横河電機社長・横河時介[39]。
  - 次女：直子（中島弥団次次男・中島静思の妻）[39]
  - 三女：英子（小佐野賢治の妻）[1]
  - 五男：堀田正治（国際興業勤務）[39] - 岳父は日刊工業新聞社長・増田顕邦。
  - 六男：徳川義宣（旧姓名：堀田正祥、尾張徳川家第21代当主）[1]
    - 孫：徳川義崇（尾張家第22代当主）

  - 四女：昌子（菊池康英の妻）